# چمن‌لی (آرتوین)
چمن‌لی (به ترکی استانبولی: Çimenli) یک منطقهٔ مسکونی در ترکیه است که در آرتوین واقع شده‌است. چمن‌لی ۱۰۴ نفر جمعیت دارد.